# Passe Jianmen
 (septembre 2017).
Si vous disposez d'ouvrages ou d'articles de référence ou si vous connaissez des sites web de qualité traitant du thème abordé ici, merci de compléter l'article en donnant les références utiles à sa vérifiabilité et en les liant à la section « Notes et références ».
La passe Jianmen (chinois simplifié : 剑门关 ; sinogrammes traditionnels : 劍門關 ; pinyin : jiàn mén guān) est une ancienne passe stratégique naturelle du bassin du Sichuan devenue désormais site touristique. Les falaises abruptes de chaque côté donnent l'impression d'une porte 门 (men) entre deux haies d'épées 剑 (jian).

## Géographie
La passe Jianmen se trouve à 15 km du comté de Jiange.

## Histoire
Le col de montagne faisait partie des routes du Shu. La construction de la porte est relatée par Zhuge Liang, stratège militaire et chancelier du Shu Han pendant la période des Trois Royaumes de Chine. Pendant que Zhuge Liang répare le réseau routier, il trouve que le terrain de Jiange est un endroit parfait pour installer une installation défensive pour la région. De plus, il ordonne qu'une porte soit construite sur le chemin. Après la mort de Zhuge Liang, son successeur Jiang Wei dirigea une armée et tenu position au niveau de la passe de Jianmen contre l'invasion du royaume de Wei. Depuis, la passe Jianmen est devenue une position clé et l'une des plus importantes passes des trois routes du Sichuan.
En 1932, le gouvernement local souhaitant construire une route traversant la passe Jianmen, il fit démolir la structure construite durant la dynastie Ming. Uniquement les fondations ont été conservées. Plus tard, pendant la guerre civile chinoise, la passe Jianmen a été prise par les communistes aux nationalistes.
La passe Jianmen a perdu sa valeur militaire mais elle est devenue une attraction touristique importante par son aspect historique. Durant les années 1980, le gouvernement chinois fait reconstruire l'ancienne structure de la porte. Le bâtiment subit un incendie en 2005. Sa reconstruction en 2008 est de nouveau victime d'une sinistre, cette fois-ci d'un tremblement de terre dans le Sichuan. La construction actuelle date de 2009.

## Voie Jianmen
La voie Jianmen (chinois simplifié : 剑门蜀道 ; sinogrammes traditionnels : 劍門蜀道 ; pinyin : Jiàn mén shǔ dào) est un axe nord-sud long de 450 km, qui relie Ningqiang dans le Shaanxi à Chengdu dans le Sichuan dont le cœur est la passe Jiamen.
La parc paysager de la voie Jianmen (剑门蜀道风景名胜区) a été proclamé parc national le 8 novembre 1982.